# Esmée Peperkamp
Esmée Peperkamp, née le 23 juillet 1997 à Didam, est une coureuse cycliste néerlandaise.

## Biographie
Durant sa jeunesse, elle fait de la gymnastique et du football. Arrivée à l'adolescence, elle se met à la course à pied et au cyclisme. Elle commence la compétition en 2019, à 22 ans, au sein de l'équipe amateur 	Loving potatoes-de Jonge Renner. Elle se classement notamment douzième du Grand Prix d'Isbergues et treizième du championnat des Pays-Bas du contre-la-montre. Sa progression est stoppée par la pandémie de covid-19, avec l'arrêt des courses. En 2020, elle participe à deux courses UCI, dont le Trophée des Grimpeuses, où elle prend la septième place. Lors de cette course, elle se fait remarquer par l'équipe World Tour néerlandaise DSM qui lui fait signer un contrat pour 2021.
En 2021, pour sa première année chez DSM, elle se classe neuvième du championnat des Pays-Bas du contre-la-montre et de La Choralis Fourmies Féminine. Lors de la saison suivante, elle termine troisième du prologue du Baloise Ladies Tour  et onzième du général. En août, elle s'illustre pour la première fois sur les courses World Tour, en se classant troisième du contre-la-montre par équipes de l'Open de Suède Vårgårda et onzième du Tour de Scandinavie. En septembre 2022, elle prolonge son contrat d'un an chez DSM.
Elle commence bien sa saison 2023 avec une huitième place sur le Tour des Émirats arabes unis, où elle se classe quatrième de l'étape reine au sommet du Jebel Hafeet, puis prend la huitième place du général. Elle participe ensuite aux trois grands tours aux côtés de sa leader Juliette Labous. Peperkamp termine seizième du Tour d'Espagne et quinzième du Tour d'Italie. En septembre 2023, elle prolonge son contrat jusqu'en 2025 chez DSM.
Après une longue blessure et une opération aux fesses, Peperkamp ne reprend la course qu'en mai 2024 lors du Tour de Burgos. Cependant, après la chute massive de la troisième étape, elle n'est pas au départ le lendemain et doit faire une nouvelle pause dans sa saison.

## Palmarès sur route

### Par années
- 2022
  - 3e du contre-la-montre par équipes de l'Open de Suède Vårgårda
- 2023
  - 8e du Tour des Émirats arabes unis

### Résultats sur les grands tours

#### Tour de France
1 participation
- 2023 : 48e

#### Tour d'Italie
1 participation
- 2023 : 15e

#### Tour d'Espagne
1 participation
- 2023 : 16e

### Classements mondiaux
| Année                                 | 2020 | 2021 | 2022 | 2023 |
| ------------------------------------- | ---- | ---- | ---- | ---- |
| Classement UCI                        | 642e | 946e | 158e | 154e |
| UCI World Tour                        | nc   | nc   | 81e  | 87e  |
|                                       |      |      |      |      |
| Légende : nc = non classéSource : UCI |      |      |      |      |